# Hubert Hutsebaut
Hubert Hutsebaut (* Lendelede, 24 de junio de 1947). Fue un ciclista  belga, profesional entre 1968 y 1972, cuyo mayor éxito deportivo lo logró en la Vuelta a España  donde obtuvo 1 victoria de etapa en su edición de 1971.

## Palmarés
| 1969 - Gistel 1970 - Dentergem 1971 - 1 etapa en la Vuelta a España - Assebroek - Omloop van de Vlasstreek 1972 - E3-Prijs Harelbeke - Elfstedenronde |